# Woodhouse Eaves
Woodhouse Eaves – wieś w Anglii, w hrabstwie Leicestershire, w dystrykcie Charnwood. Leży 12 km na północny zachód od miasta Leicester i 155 km na północny zachód od Londynu. W 2001 miejscowość liczyła 1507 mieszkańców.